# EliteGamer
EliteGamer fue un programa de videojuegos que se emitió en Popular TV y Libertad Digital desde finales de abril de 2008. Su periodicidad era semanal y se emitía todos los viernes a las 18:25, hora peninsular española.
Dirigido por Jose Dasilva, producido por Pablo Insua, editado por Isaac Jiménez, que ya trabajó con anterioridad en Libertad Digital TV y colabora en un espacio de informática y videojuegos en el programa La Linterna de la Cadena Cope, y presentado por Eva Blanco.
El programa duraba 25 minutos, en los que se emitía diversa información, toda ella, relacionada con el mundo de los videojuegos: noticias, avances, análisis, reportajes..., además de especiales relacionados con los eventos internacionales más importantes del sector, como el E3 o la Games Convention, entre otros. En las navidades de 2008 emitió, por primera vez en una televisión española, una gala donde se premiaron a los mejores juegos del año.
Coincidiendo con el lanzamiento del programa, también fue estrenada una página web desde donde se puede acceder a los programas emitidos y a diversa información diaria sobre videojuegos.
En mayo de 2010 EliteGamer dejó de emitir, pasando el programa a denominarse Realidad 2.0 para continuar emitiéndose en el mismo espacio y bajo el mismo formato pero sin ninguna relación ya con el portal HardGame2.